# مه (ابر)

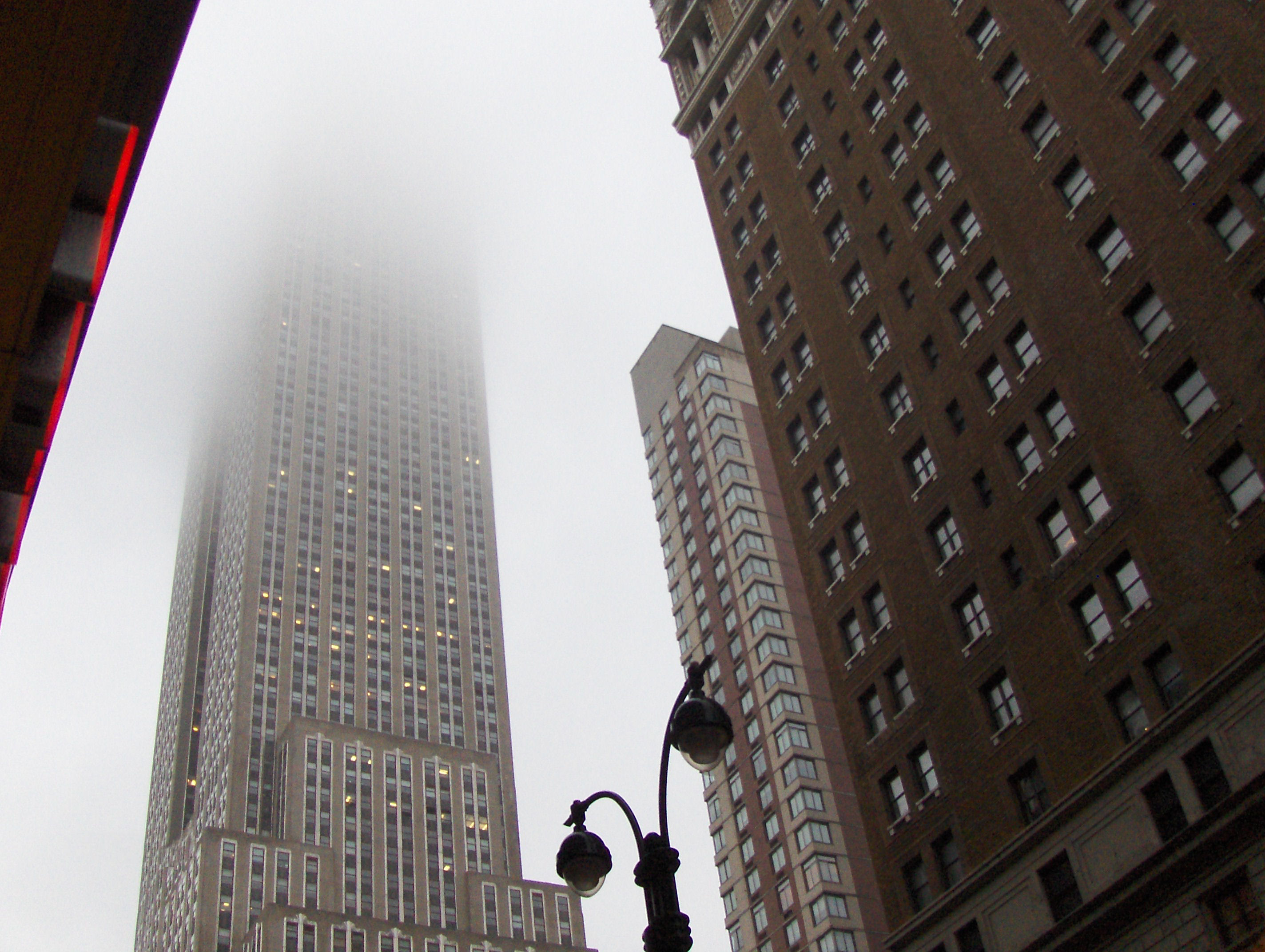
ساختمان امپایر استیت در یک مه تابستانی

مِهْ قطرات ریز آب پخش شده در هوا است که در نزدیکی سطح زمین و عموماً در ارتفاعات ایجاد می‌شود، و در فصل بهار و تابستان بیشتر است.

## نحوه تشکیل مه
به وجود آمدن مه، نیازمند اشباع هوای پیرامون زمین از بخار آب و کمتر بودن دمای هوای پیرامون زمین نسبت به سطح زمین است.

## مه و مخاطرات ناشی از کاهش دید

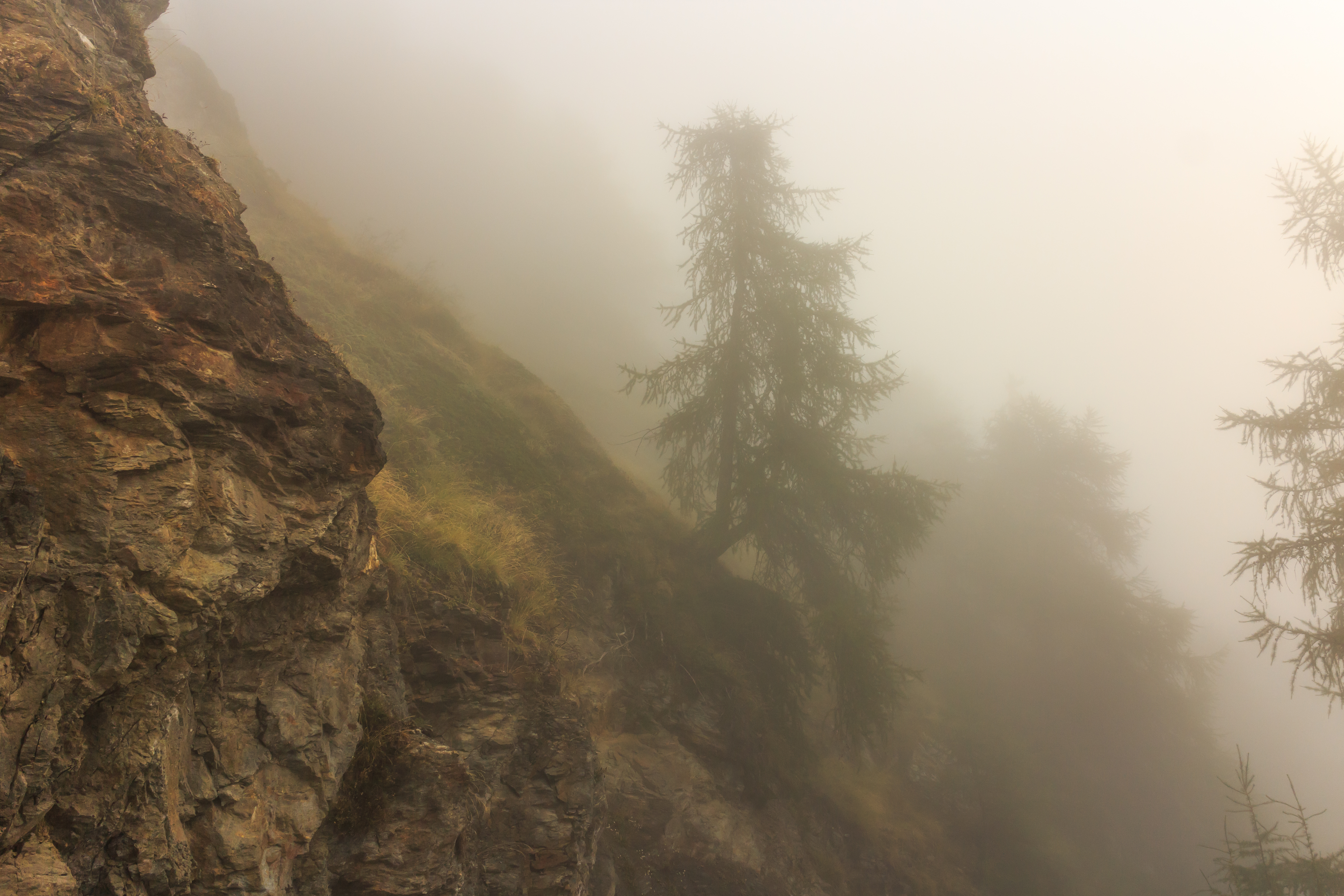
مه رقیق در ارتفاعات کوهی در ایتالیا.

اصولاً تشکیل مه، به دلیل ایجاد ابرهایی متراکم در نزدیکی سطح زمین، باعث کاهش دید و بسیاری از سوانح جاده‌ای می‌شود. این کاهش دید به خودروهای شخصی محدود نبوده‌است و معمولاً باعث به وجود آمدن تصدام کشتی‌ها و مشکل شدن حرکت هواپیماها می‌شود. از سوانح معروف ایجاد شده ناشی از مه، می‌توان به برخورد هواپیمای بی-۲۵میشل (به انگلیسی: B-25 Mitchell) به ساختمان امپایر استیت در تاریخ ۲۸ ژوئیه ۱۹۴۵ میلادی اشاره کرد. از نمونه دیگر تصادمات ناشی از مه، برخورد دو کشتی اقیانوس‌پیما اس‌اس آندریا دوریا (به انگلیسی: SS Andrea Doria) و ام‌اس استکهلم (به انگلیسی: MS Stockholm) را می‌توان نام برد.

## نگارخانه

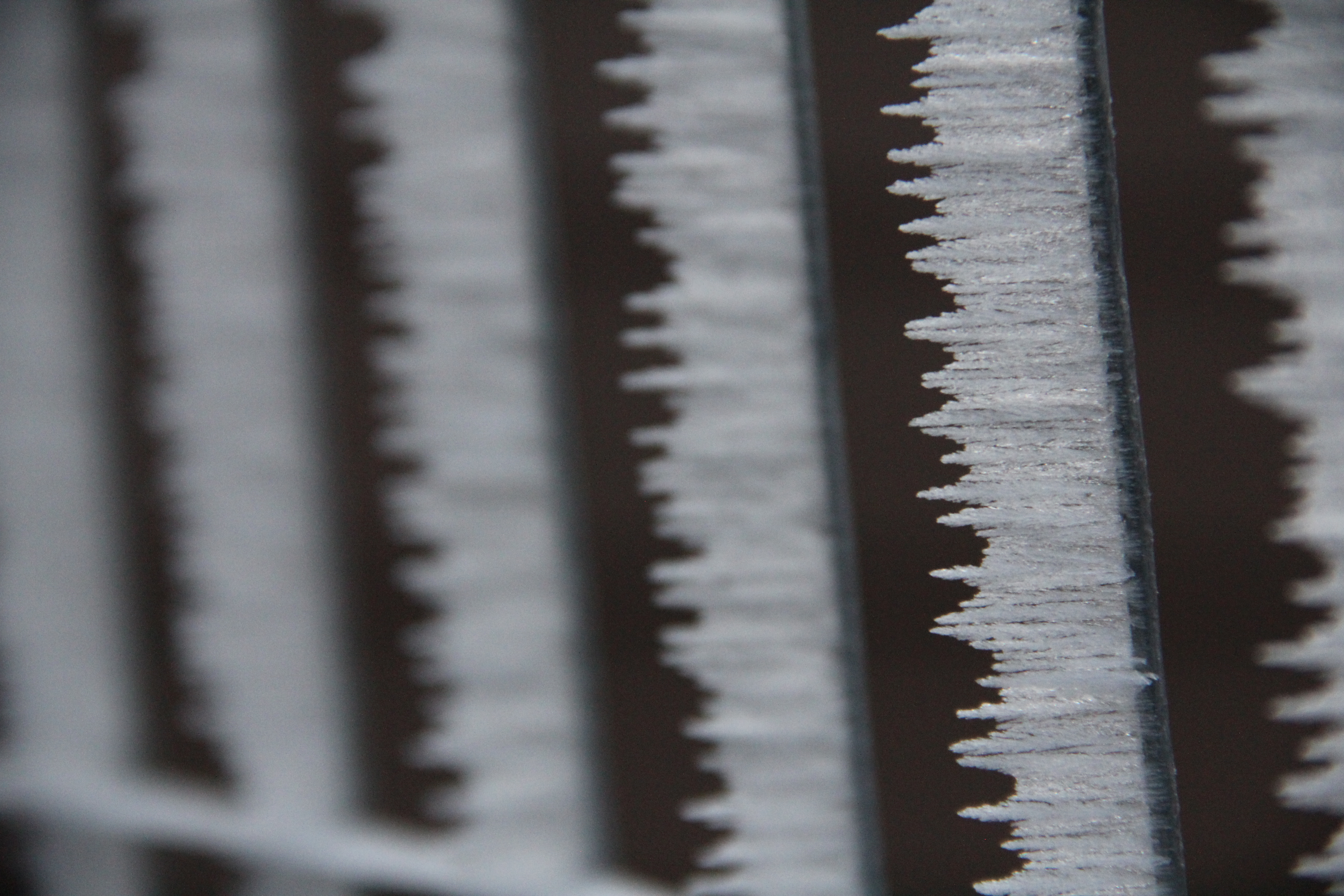
یخ زدن مه در اثر وزش باد
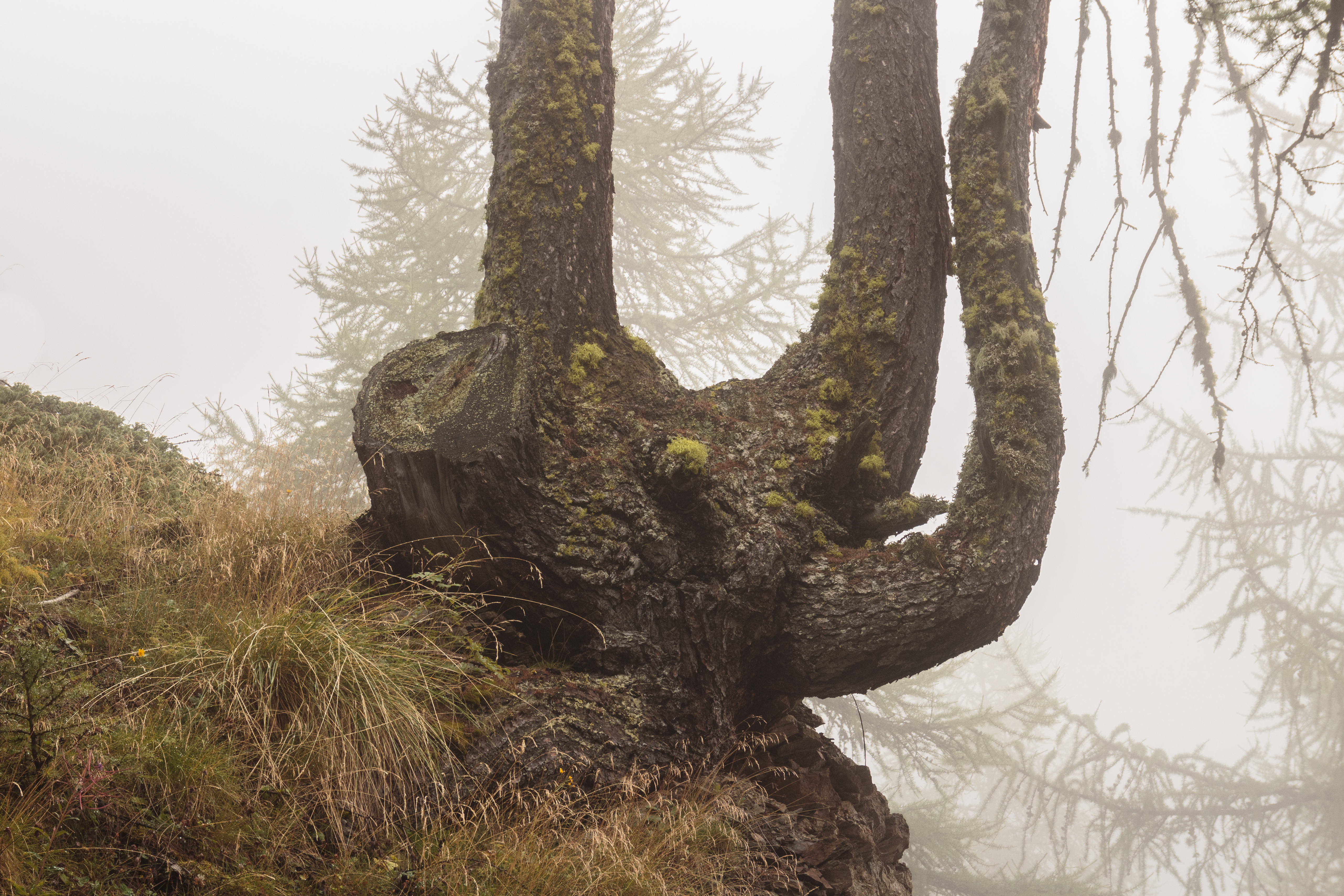
نگاره‌ای از تنهٔ یک درخت در مِه صبحگاهی در ناحیهٔ واله دائوستا، ایتالیا
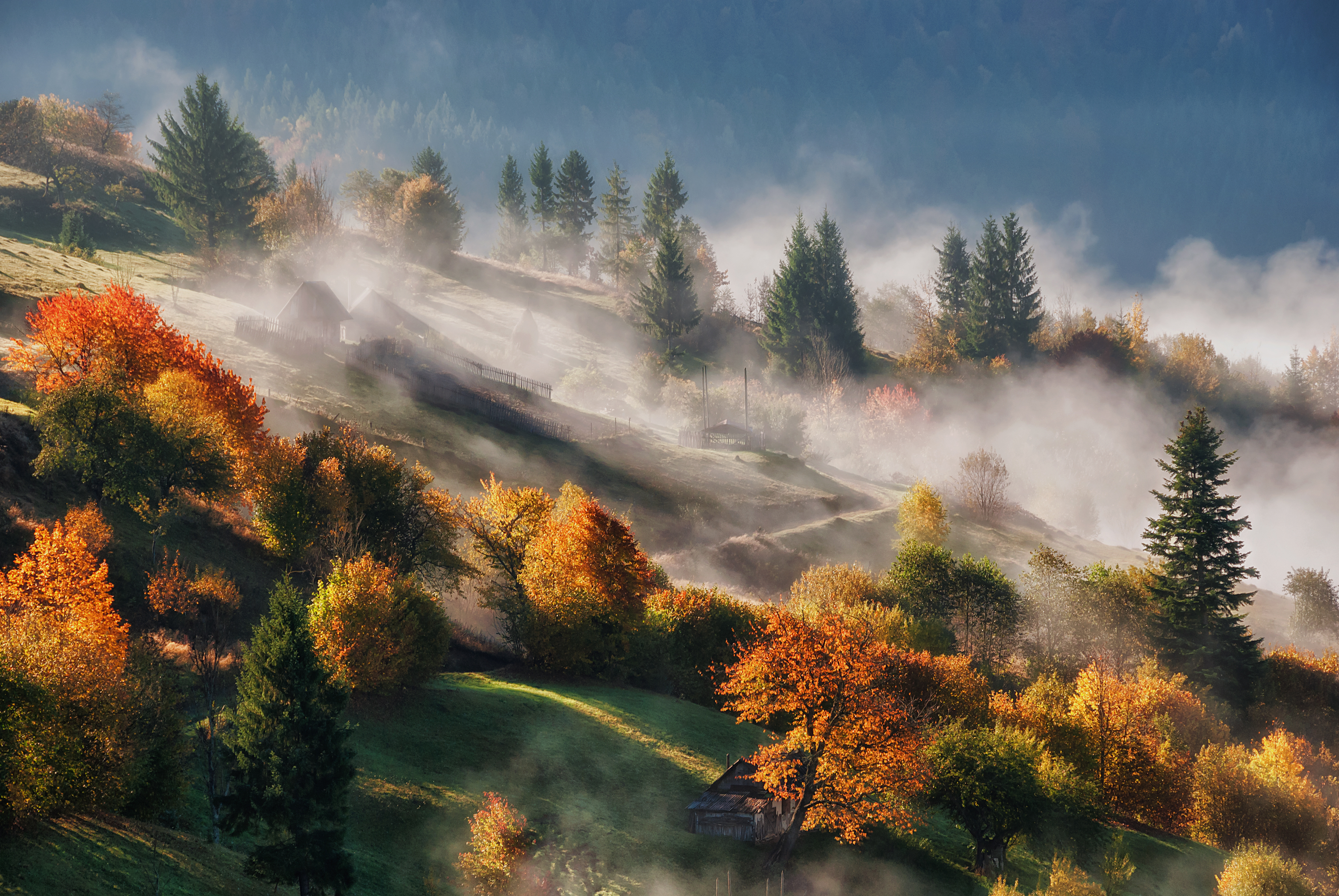
نگاره‌ای از مِه صبحگاهی پائیزی در تپه‌های مُشرِف به شهر راخیف، اوکراین
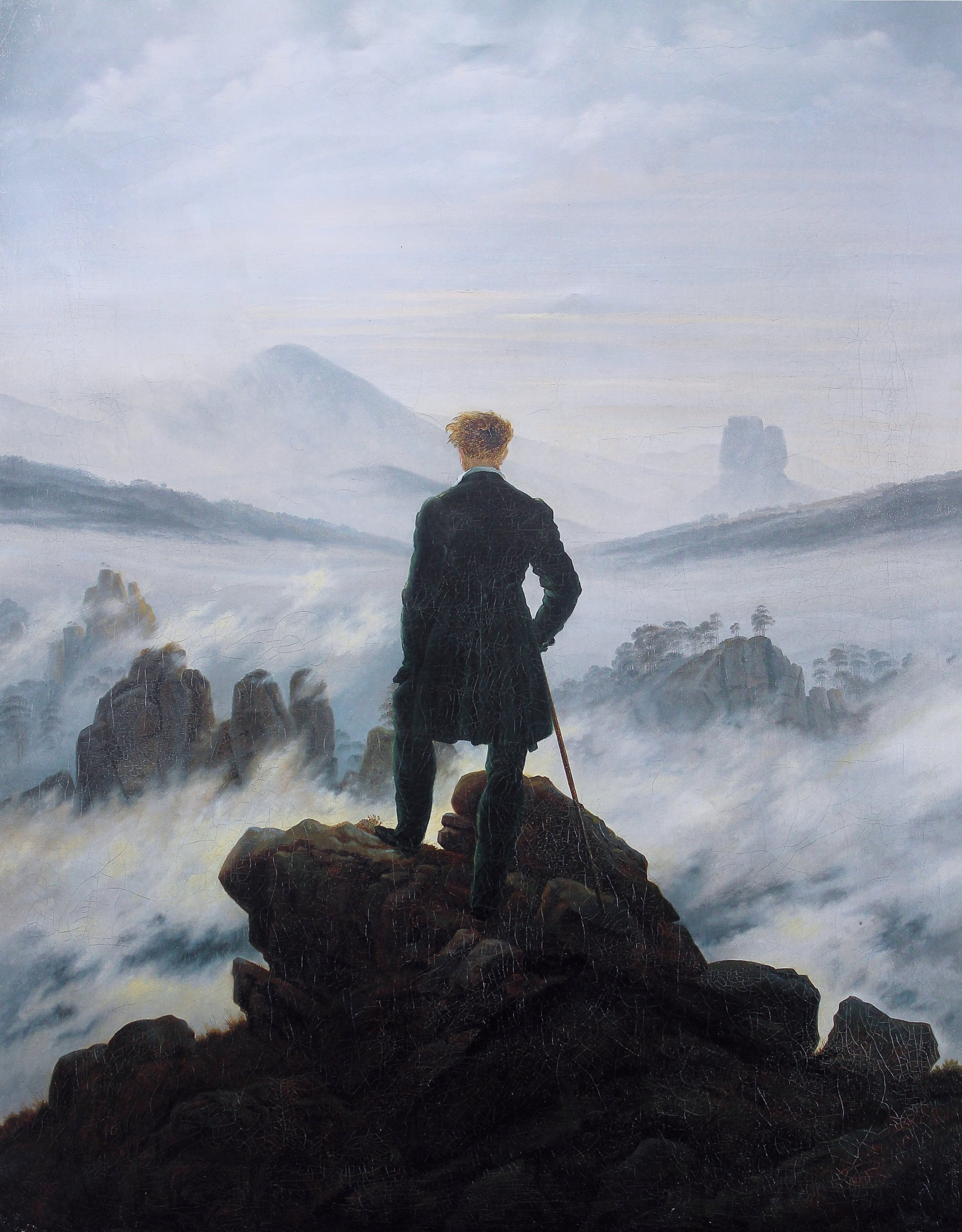
سرگردان بر فراز دریای مه اثر کاسپار داوید فریدریش